# Capitola
Capitola és una població dels Estats Units a l'estat de Califòrnia. Segons el cens del 2000 tenia 10.033 habitants.

## Demografia
Segons el cens del 2000, Capitola tenia 10.033 habitants, 4.692 habitatges, i 2.280 famílies. La densitat de població era de 2.406,1 habitants per km².
Dels 4.692 habitatges en un 22,6% hi vivien nens de menys de 18 anys, en un 33,1% hi vivien parelles casades, en un 11,1% dones solteres, i en un 51,4% no eren unitats familiars. En el 37% dels habitatges hi vivien persones soles el 12,7% de les quals corresponia a persones de 65 anys o més que vivien soles. El nombre mitjà de persones vivint en cada habitatge era de 2,11 i el nombre mitjà de persones que vivien en cada família era de 2,79.
Per edats la població es repartia de la següent manera: un 18,4% tenia menys de 18 anys, un 9,3% entre 18 i 24, un 32,8% entre 25 i 44, un 25,3% de 45 a 60 i un 14,2% 65 anys o més.
L'edat mediana era de 38 anys. Per cada 100 dones de 18 o més anys hi havia 87 homes.
La renda mediana per habitatge era de 46.048 $ i la renda mediana per família de 59.473 $. Els homes tenien una renda mediana de 47.879 $ mentre que les dones 35.444 $. La renda per capita de la població era de 27.609 $. Entorn del 2% de les famílies i el 7% de la població estaven per davall del llindar de pobresa.

## Poblacions properes
El següent diagrama mostra les poblacions més properes.